# Serie D 1967-1968
Il campionato di Serie D 1967-68 fu la diciottesima edizione del campionato interregionale di calcio di quarto livello disputata in Italia.

## Girone A

### Classifica finale
|  | Pos. | Squadra           | Pt | G  | V  | N  | P  | GF | GS |
|  | ---- | ----------------- | -- | -- | -- | -- | -- | -- | -- |
|  | 1.   | MaCoBi Asti       | 43 | 34 | 14 | 15 | 5  | 33 | 23 |
|  | 2.   | Pro Vercelli (-4) | 41 | 34 | 14 | 17 | 3  | 36 | 16 |
|  | 3.   | Omegna            | 39 | 34 | 11 | 17 | 6  | 30 | 21 |
|  | 4.   | Sanremese         | 37 | 34 | 14 | 9  | 11 | 39 | 27 |
|  | 5.   | Castor Torino     | 36 | 34 | 11 | 14 | 9  | 39 | 32 |
|  | 5.   | Sestrese          | 36 | 34 | 14 | 8  | 12 | 34 | 33 |
|  | 7.   | Cossatese         | 35 | 34 | 11 | 13 | 10 | 30 | 24 |
|  | 7.   | Borgomanero       | 35 | 34 | 10 | 15 | 9  | 32 | 26 |
|  | 9.   | Alassio           | 34 | 34 | 13 | 8  | 13 | 34 | 31 |
|  | 9.   | Cuneo             | 34 | 34 | 11 | 12 | 11 | 25 | 34 |
|  | 11.  | Ivrea             | 33 | 34 | 10 | 13 | 11 | 32 | 29 |
|  | 11.  | Casale            | 33 | 34 | 10 | 13 | 11 | 30 | 28 |
|  | 11.  | Albenga           | 33 | 34 | 12 | 9  | 13 | 36 | 36 |
|  | 11.  | Sestri Levante    | 33 | 34 | 12 | 9  | 13 | 27 | 33 |
|  | 15.  | Imperia           | 32 | 34 | 10 | 12 | 12 | 32 | 39 |
|  | 16.  | Asti              | 31 | 34 | 9  | 13 | 12 | 40 | 43 |
|  | 17.  | Gruppo C          | 28 | 34 | 9  | 10 | 15 | 31 | 46 |
|  | 18.  | Ligorna           | 15 | 34 | 3  | 9  | 22 | 17 | 56 |

Legenda:
      Promosso in Serie C 1968-1969.
      Retrocesso in Promozione 1968-1969.
Regolamento:
Due punti a vittoria, uno a pareggio, zero a sconfitta.
A parità di punteggio non era prevista alcuna discriminante: le squadre a pari punti erano classificate "a pari merito" (la F.I.G.C. in questa stagione non teneva conto della differenza reti).
In caso di assegnazione di un titolo sportivo, sia per la promozione che per la retrocessione, era previsto uno spareggio in campo neutro.
Note:
La Pro Vercelli è stata penalizzata con la sottrazione di 4 punti in classifica per illecito sportivo.

## Girone B

### Classifica finale
Il San Secondo è una società di San Secondo Parmense (PR), l'A.C. Beretta di Gardone Val Trompia (BS); la S.S. Leoncelli di Vescovato (CR).
|  | Pos. | Squadra            | Pt | G  | V  | N  | P  | GF | GS |
|  | ---- | ------------------ | -- | -- | -- | -- | -- | -- | -- |
|  | 1.   | Cremonese          | 48 | 34 | 19 | 10 | 5  | 46 | 27 |
|  | 2.   | Derthona           | 44 | 34 | 15 | 14 | 5  | 46 | 21 |
|  | 2.   | Pergolettese       | 44 | 34 | 13 | 18 | 3  | 38 | 23 |
|  | 4.   | Seregno            | 41 | 34 | 14 | 13 | 7  | 33 | 18 |
|  | 5.   | Vigevano           | 38 | 34 | 14 | 10 | 10 | 40 | 30 |
|  | 6.   | Parma              | 34 | 34 | 10 | 14 | 10 | 28 | 23 |
|  | 7.   | Fanfulla           | 33 | 34 | 13 | 7  | 14 | 35 | 34 |
|  | 7.   | Pro Sesto          | 33 | 34 | 10 | 13 | 11 | 38 | 41 |
|  | 9.   | Gallaratese        | 32 | 34 | 9  | 14 | 11 | 33 | 32 |
|  | 9.   | Voghera            | 32 | 34 | 10 | 12 | 12 | 28 | 31 |
|  | 9.   | Lilion Snia Varedo | 32 | 34 | 12 | 8  | 14 | 43 | 50 |
|  | 9.   | Moglia             | 32 | 34 | 8  | 16 | 10 | 24 | 31 |
|  | 9.   | Mirandolese        | 32 | 34 | 9  | 14 | 11 | 29 | 40 |
|  | 14.  | San Secondo        | 31 | 34 | 9  | 13 | 12 | 31 | 30 |
|  | 15.  | Leoncelli          | 29 | 34 | 9  | 11 | 14 | 31 | 40 |
|  | 16.  | Beretta Gardone    | 28 | 34 | 8  | 12 | 14 | 27 | 38 |
|  | 17.  | Guastalla          | 25 | 34 | 6  | 13 | 15 | 21 | 41 |
|  | 18.  | Saronno            | 24 | 34 | 8  | 8  | 18 | 27 | 48 |

Legenda:
      Promosso in Serie C 1968-1969.
      Retrocesso in Promozione/Prima Categoria 1968-1969.
Regolamento:
Due punti a vittoria, uno a pareggio, zero a sconfitta.
A parità di punteggio non era prevista alcuna discriminante: le squadre a pari punti erano classificate "a pari merito" (la F.I.G.C. in questa stagione non teneva conto della differenza reti).
In caso di assegnazione di un titolo sportivo, sia per la promozione che per la retrocessione, era previsto uno spareggio in campo neutro.

## Girone C

### Classifica finale
L'Alense era una società di Ala (TN).
|  | Pos. | Squadra          | Pt | G  | V  | N  | P  | GF | GS |
|  | ---- | ---------------- | -- | -- | -- | -- | -- | -- | -- |
|  | 1.   | Sottomarina      | 48 | 34 | 21 | 6  | 7  | 40 | 18 |
|  | 2.   | Rovereto         | 47 | 34 | 18 | 11 | 5  | 46 | 24 |
|  | 3.   | Pordenone        | 46 | 34 | 17 | 12 | 5  | 39 | 17 |
|  | 4.   | Trento           | 41 | 34 | 11 | 19 | 4  | 30 | 18 |
|  | 5.   | Rovigo           | 37 | 34 | 11 | 15 | 8  | 29 | 22 |
|  | 6.   | Portogruaro      | 35 | 34 | 12 | 11 | 11 | 43 | 37 |
|  | 7.   | Alense           | 34 | 34 | 10 | 14 | 10 | 33 | 33 |
|  | 8.   | Jesolo           | 33 | 34 | 11 | 11 | 12 | 32 | 31 |
|  | 8.   | Passirio Merano  | 33 | 34 | 13 | 7  | 14 | 33 | 33 |
|  | 10.  | Vittorio Veneto  | 32 | 34 | 9  | 14 | 11 | 27 | 26 |
|  | 10.  | SAICI Torviscosa | 32 | 34 | 10 | 12 | 12 | 44 | 47 |
|  | 12.  | Coneglianese     | 31 | 34 | 10 | 11 | 13 | 25 | 27 |
|  | 12.  | Belluno          | 31 | 34 | 9  | 13 | 12 | 24 | 26 |
|  | 12.  | Sandonà 1922     | 31 | 34 | 8  | 15 | 11 | 30 | 35 |
|  | 12.  | Schio            | 31 | 34 | 10 | 11 | 13 | 25 | 38 |
|  | 16.  | Audace SME       | 30 | 34 | 9  | 12 | 13 | 30 | 41 |
|  | 17.  | Ponziana         | 22 | 34 | 6  | 10 | 18 | 31 | 49 |
|  | 18.  | Olivo Arco       | 18 | 34 | 4  | 10 | 20 | 19 | 58 |

Legenda:
      Promosso in Serie C 1968-1969.
      Retrocesso in Prima Categoria 1968-1969.
Regolamento:
Due punti a vittoria, uno a pareggio, zero a sconfitta.
A parità di punteggio non era prevista alcuna discriminante: le squadre a pari punti erano classificate "a pari merito" (la F.I.G.C. in questa stagione non teneva conto della differenza reti).
In caso di assegnazione di un titolo sportivo, sia per la promozione che per la retrocessione, era previsto uno spareggio in campo neutro.

## Girone D

### Classifica finale
Il San Crispino era una società di Porto Sant'Elpidio (AP fino al 2008, poi FM), il San Lazzaro di San Lazzaro di Savena (BO).
|  | Pos. | Squadra                  | Pt | G  | V  | N  | P  | GF | GS |
|  | ---- | ------------------------ | -- | -- | -- | -- | -- | -- | -- |
|  | 1.   | Forlì                    | 51 | 34 | 21 | 9  | 4  | 47 | 20 |
|  | 2.   | Riccione                 | 49 | 34 | 20 | 9  | 5  | 51 | 13 |
|  | 3.   | Fano                     | 46 | 34 | 18 | 10 | 6  | 47 | 19 |
|  | 4.   | Baracca Lugo             | 43 | 34 | 15 | 13 | 6  | 43 | 30 |
|  | 5.   | Imola                    | 37 | 34 | 13 | 11 | 10 | 36 | 29 |
|  | 6.   | Urbino                   | 33 | 34 | 10 | 13 | 11 | 29 | 33 |
|  | 7.   | San Crispino             | 32 | 34 | 9  | 14 | 11 | 40 | 41 |
|  | 7.   | Carpi                    | 32 | 34 | 11 | 10 | 13 | 39 | 41 |
|  | 7.   | Faenza                   | 32 | 34 | 10 | 12 | 12 | 22 | 34 |
|  | 10.  | Civitanovese             | 31 | 34 | 10 | 11 | 13 | 33 | 37 |
|  | 10.  | Cervia                   | 31 | 34 | 9  | 13 | 12 | 23 | 28 |
|  | 12.  | Fermana                  | 30 | 34 | 9  | 12 | 13 | 24 | 37 |
|  | 12.  | Tolentino                | 30 | 34 | 9  | 12 | 13 | 26 | 43 |
|  | 14.  | Fabriano                 | 29 | 34 | 8  | 13 | 13 | 25 | 29 |
|  | 15.  | Progresso Castelmaggiore | 29 | 34 | 10 | 9  | 15 | 33 | 36 |
|  | 16.  | Portorecanati            | 29 | 34 | 9  | 11 | 14 | 15 | 27 |
|  | 17.  | Serenissima              | 27 | 34 | 8  | 11 | 15 | 19 | 35 |
|  | 18.  | San Lazzaro              | 21 | 34 | 4  | 13 | 17 | 16 | 36 |

Legenda:
      Promosso in Serie C 1968-1969.
      Retrocesso in Prima Categoria 1968-1969.
 Retrocessione diretta.
Regolamento:
Due punti a vittoria, uno a pareggio, zero a sconfitta.
A parità di punteggio non era prevista alcuna discriminante: le squadre a pari punti erano classificate "a pari merito" (la F.I.G.C. in questa stagione non teneva conto della differenza reti).
In caso di assegnazione di un titolo sportivo, sia per la promozione che per la retrocessione, era previsto uno spareggio in campo neutro.
Note:
Portorecanati retrocesso dopo aver perso gli spareggi contro gli ex aequo Fabriano e P. Castelmaggiore.

## Girone E

### Classifica finale
|  | Pos. | Squadra       | Pt | G  | V  | N  | P  | GF | GS |
|  | ---- | ------------- | -- | -- | -- | -- | -- | -- | -- |
|  | 1.   | Viareggio     | 51 | 34 | 21 | 9  | 4  | 62 | 23 |
|  | 2.   | Grosseto      | 50 | 34 | 19 | 12 | 3  | 44 | 17 |
|  | 3.   | Montevarchi   | 44 | 34 | 17 | 10 | 7  | 49 | 25 |
|  | 3.   | Foligno       | 44 | 34 | 16 | 12 | 6  | 41 | 24 |
|  | 5.   | Lucchese      | 40 | 34 | 14 | 12 | 8  | 37 | 27 |
|  | 6.   | Sarzanese     | 38 | 34 | 14 | 10 | 10 | 35 | 29 |
|  | 7.   | Viterbese     | 36 | 34 | 12 | 12 | 10 | 26 | 29 |
|  | 8.   | Piombino      | 35 | 34 | 8  | 19 | 7  | 26 | 23 |
|  | 8.   | Sansepolcro   | 35 | 34 | 12 | 11 | 11 | 28 | 31 |
|  | 10.  | Cecina        | 32 | 34 | 10 | 12 | 12 | 31 | 31 |
|  | 10.  | Poggibonsi    | 32 | 34 | 10 | 12 | 12 | 28 | 33 |
|  | 10.  | Pietrasanta   | 32 | 34 | 8  | 16 | 10 | 24 | 32 |
|  | 13.  | Quarrata      | 30 | 34 | 7  | 16 | 11 | 26 | 36 |
|  | 14.  | Sangiovannese | 29 | 34 | 6  | 17 | 11 | 32 | 35 |
|  | 15.  | Le Signe      | 28 | 34 | 10 | 8  | 16 | 37 | 47 |
|  | 16.  | Cuoiopelli    | 26 | 34 | 8  | 10 | 16 | 29 | 33 |
|  | 17.  | Narnese       | 17 | 34 | 2  | 13 | 19 | 19 | 58 |
|  | 18.  | Orvietana     | 13 | 34 | 2  | 9  | 23 | 22 | 63 |

Legenda:
      Promosso in Serie C 1968-1969.
      Retrocesso in Promozione/Prima Categoria 1968-1969.
Regolamento:
Due punti a vittoria, uno a pareggio, zero a sconfitta.
A parità di punteggio non era prevista alcuna discriminante: le squadre a pari punti erano classificate "a pari merito" (la F.I.G.C. in questa stagione non teneva conto della differenza reti).
In caso di assegnazione di un titolo sportivo, sia per la promozione che per la retrocessione, era previsto uno spareggio in campo neutro.

## Girone F

### Classifica finale
|  | Pos. | Squadra         | Pt | G  | V  | N  | P  | GF | GS |
|  | ---- | --------------- | -- | -- | -- | -- | -- | -- | -- |
|  | 1.   | Olbia           | 47 | 34 | 19 | 9  | 6  | 46 | 20 |
|  | 2.   | Frosinone       | 43 | 34 | 13 | 17 | 4  | 37 | 17 |
|  | 3.   | Tempio          | 38 | 34 | 14 | 10 | 10 | 35 | 30 |
|  | 3.   | Alatri          | 38 | 34 | 11 | 16 | 7  | 25 | 24 |
|  | 5.   | Latina (-13)    | 37 | 34 | 21 | 8  | 5  | 49 | 20 |
|  | 6.   | Sorso           | 36 | 34 | 10 | 16 | 8  | 29 | 21 |
|  | 7.   | Tevere Roma     | 35 | 34 | 11 | 13 | 10 | 35 | 27 |
|  | 8.   | Anzio           | 34 | 34 | 12 | 10 | 12 | 34 | 31 |
|  | 8.   | Alghero         | 34 | 34 | 8  | 18 | 8  | 36 | 35 |
|  | 10.  | Civitavecchiese | 32 | 34 | 9  | 14 | 11 | 19 | 23 |
|  | 10.  | Tharros         | 32 | 34 | 6  | 20 | 8  | 17 | 23 |
|  | 10.  | Calangianus     | 32 | 34 | 10 | 12 | 12 | 38 | 50 |
|  | 13.  | Formia          | 31 | 34 | 9  | 13 | 12 | 28 | 35 |
|  | 14.  | Carbonia        | 30 | 34 | 10 | 10 | 14 | 25 | 35 |
|  | 15.  | Romulea         | 29 | 34 | 10 | 9  | 15 | 29 | 38 |
|  | 16.  | Sant'Elena      | 26 | 34 | 8  | 10 | 16 | 25 | 48 |
|  | 17.  | BPD Colleferro  | 24 | 34 | 4  | 16 | 14 | 21 | 37 |
|  | 18.  | Rieti           | 21 | 34 | 4  | 13 | 17 | 17 | 31 |

Legenda:
      Promosso in Serie C 1968-1969.
      Retrocesso in Promozione 1968-1969.
Regolamento:
Due punti a vittoria, uno a pareggio, zero a sconfitta.
A parità di punteggio non era prevista alcuna discriminante: le squadre a pari punti erano classificate "a pari merito" (la F.I.G.C. in questa stagione non teneva conto della differenza reti).
In caso di assegnazione di un titolo sportivo, sia per la promozione che per la retrocessione, era previsto uno spareggio in campo neutro.
Note:
Il Latina è stato penalizzato con la sottrazione di 13 punti in classifica per illecito sportivo.

## Girone G

### Classifica finale
La Sessana è una società di Sessa Aurunca (CE).
|  | Pos. | Squadra           | Pt | G  | V  | N  | P  | GF | GS |
|  | ---- | ----------------- | -- | -- | -- | -- | -- | -- | -- |
|  | 1.   | Matera            | 56 | 34 | 24 | 8  | 2  | 59 | 10 |
|  | 2.   | Savoia            | 52 | 34 | 21 | 10 | 3  | 49 | 12 |
|  | 3.   | Nocerina          | 43 | 34 | 17 | 9  | 8  | 37 | 21 |
|  | 4.   | Angri             | 41 | 34 | 14 | 13 | 7  | 31 | 17 |
|  | 4.   | Paganese          | 41 | 34 | 15 | 11 | 8  | 38 | 24 |
|  | 6.   | Puteolana         | 40 | 34 | 14 | 12 | 8  | 44 | 36 |
|  | 6.   | Scafatese         | 40 | 34 | 14 | 12 | 8  | 28 | 23 |
|  | 8.   | Turris            | 38 | 34 | 12 | 14 | 8  | 34 | 26 |
|  | 9.   | Battipagliese     | 31 | 34 | 10 | 11 | 13 | 30 | 26 |
|  | 9.   | Benevento         | 31 | 34 | 11 | 9  | 14 | 33 | 42 |
|  | 11.  | Juventus Stabia   | 29 | 34 | 9  | 11 | 14 | 20 | 29 |
|  | 12.  | Maddalonese       | 27 | 34 | 9  | 9  | 16 | 26 | 34 |
|  | 12.  | Melfi             | 27 | 34 | 10 | 7  | 17 | 27 | 39 |
|  | 12.  | Ischia Isolaverde | 27 | 34 | 9  | 9  | 16 | 29 | 45 |
|  | 15.  | Sessana           | 26 | 34 | 8  | 10 | 16 | 30 | 49 |
|  | 16.  | Bernalda          | 26 | 34 | 9  | 8  | 17 | 23 | 40 |
|  | 17.  | Acerrana          | 24 | 34 | 8  | 8  | 18 | 21 | 43 |
|  | 18.  | Policoro          | 13 | 34 | 3  | 7  | 24 | 11 | 54 |

Legenda:
      Promosso in Serie C 1968-1969.
      Retrocesso in Promozione/Prima Categoria 1968-1969.
 Retrocessione diretta.
Regolamento:
Due punti a vittoria, uno a pareggio, zero a sconfitta.
A parità di punteggio non era prevista alcuna discriminante: le squadre a pari punti erano classificate "a pari merito" (la F.I.G.C. in questa stagione non teneva conto della differenza reti).
In caso di assegnazione di un titolo sportivo, sia per la promozione che per la retrocessione, era previsto uno spareggio in campo neutro.
Note:
Bernalda retrocesso dopo aver perso lo spareggio contro la ex aequo Sessana.

## Girone H

### Classifica finale
L'A.S.C. Acquaviva era una società di Acquaviva delle Fonti (BA), il G.S. Interamnia di Teramo.
|  | Pos. | Squadra                   | Pt | G  | V  | N  | P  | GF | GS |
|  | ---- | ------------------------- | -- | -- | -- | -- | -- | -- | -- |
|  | 1.   | Brindisi                  | 54 | 34 | 21 | 12 | 1  | 56 | 13 |
|  | 2.   | Bisceglie                 | 45 | 34 | 17 | 11 | 6  | 44 | 29 |
|  | 3.   | Manfredonia               | 44 | 34 | 16 | 12 | 6  | 49 | 22 |
|  | 4.   | Martina                   | 43 | 34 | 17 | 9  | 8  | 47 | 22 |
|  | 4.   | Pro Vasto                 | 43 | 34 | 17 | 9  | 8  | 45 | 26 |
|  | 6.   | Poggiardo                 | 39 | 34 | 14 | 11 | 9  | 34 | 20 |
|  | 7.   | Novoli                    | 37 | 34 | 13 | 11 | 10 | 35 | 31 |
|  | 7.   | Audace Cerignola          | 37 | 34 | 14 | 9  | 11 | 38 | 39 |
|  | 9.   | Molfetta                  | 33 | 34 | 11 | 11 | 12 | 23 | 31 |
|  | 10.  | Giulianova                | 32 | 34 | 10 | 12 | 12 | 41 | 39 |
|  | 11.  | Andria                    | 31 | 34 | 8  | 15 | 11 | 33 | 38 |
|  | 11.  | Toma Maglie               | 31 | 34 | 9  | 13 | 12 | 29 | 34 |
|  | 13.  | Campobasso                | 28 | 34 | 9  | 10 | 15 | 28 | 39 |
|  | 14.  | Gloria Chieti             | 27 | 34 | 9  | 9  | 16 | 27 | 45 |
|  | 15.  | Forza e Coraggio Avezzano | 25 | 34 | 6  | 13 | 15 | 20 | 49 |
|  | 16.  | Acquaviva                 | 24 | 34 | 8  | 8  | 18 | 37 | 59 |
|  | 17.  | Interamnia                | 21 | 34 | 5  | 11 | 18 | 22 | 44 |
|  | 18.  | Liberty                   | 18 | 34 | 4  | 10 | 20 | 20 | 48 |

Legenda:
      Promosso in Serie C 1968-1969.
      Retrocesso in Prima Categoria 1968-1969.
Regolamento:
Due punti a vittoria, uno a pareggio, zero a sconfitta.
A parità di punteggio non era prevista alcuna discriminante: le squadre a pari punti erano classificate "a pari merito" (la F.I.G.C. in questa stagione non teneva conto della differenza reti).
In caso di assegnazione di un titolo sportivo, sia per la promozione che per la retrocessione, era previsto uno spareggio in campo neutro.

## Girone I

### Classifica finale
|  | Pos. | Squadra               | Pt | G  | V  | N  | P  | GF | GS |
|  | ---- | --------------------- | -- | -- | -- | -- | -- | -- | -- |
|  | 1.   | Marsala               | 50 | 34 | 21 | 8  | 5  | 52 | 15 |
|  | 2.   | Acquapozzillo         | 50 | 34 | 21 | 8  | 5  | 52 | 16 |
|  | 3.   | Paolana               | 39 | 34 | 14 | 11 | 9  | 29 | 24 |
|  | 4.   | Ragusa                | 38 | 34 | 12 | 14 | 8  | 33 | 20 |
|  | 4.   | Folgore Castelvetrano | 38 | 34 | 13 | 12 | 9  | 32 | 27 |
|  | 6.   | Nissa                 | 36 | 34 | 12 | 12 | 12 | 32 | 30 |
|  | 7.   | Nicastro              | 35 | 34 | 14 | 7  | 13 | 35 | 29 |
|  | 7.   | Enna                  | 35 | 34 | 14 | 7  | 13 | 25 | 25 |
|  | 9.   | Cantieri Navali       | 34 | 34 | 12 | 10 | 12 | 41 | 38 |
|  | 9.   | Palmese               | 34 | 34 | 11 | 12 | 11 | 29 | 31 |
|  | 11.  | Paternò               | 30 | 34 | 9  | 12 | 13 | 24 | 24 |
|  | 11.  | Juventina Palermo     | 30 | 34 | 9  | 12 | 13 | 32 | 39 |
|  | 11.  | Juve Siderno          | 30 | 34 | 11 | 8  | 15 | 27 | 34 |
|  | 11.  | Alcamo                | 30 | 34 | 10 | 10 | 14 | 32 | 45 |
|  | 11.  | Floridia              | 30 | 34 | 11 | 8  | 15 | 27 | 40 |
|  | 16.  | Polistena             | 29 | 34 | 9  | 11 | 14 | 27 | 36 |
|  | 17.  | Nuova Igea            | 28 | 34 | 11 | 6  | 17 | 33 | 46 |
|  | 18.  | Nuova Vibonese        | 16 | 34 | 4  | 8  | 22 | 13 | 56 |

Legenda:
      Promosso in Serie C 1968-1969.
      Retrocesso in Prima Categoria 1968-1969.
Regolamento:
Due punti a vittoria, uno a pareggio, zero a sconfitta.
A parità di punteggio non era prevista alcuna discriminante: le squadre a pari punti erano classificate "a pari merito" (la F.I.G.C. in questa stagione non teneva conto della differenza reti).
In caso di assegnazione di un titolo sportivo, sia per la promozione che per la retrocessione, era previsto uno spareggio in campo neutro.
Note:
Il Marsala è stato promosso dopo aver vinto lo spareggio con l'ex aequo Acquapozzillo.

### Spareggi

#### Spareggio promozione
|         | Risultati |               | Luogo e data           |
| ------- | --------- | ------------- | ---------------------- |
| Marsala | 1 - 0     | Acquapozzillo | Palermo, 2 giugno 1968 |
|         |           |               |                        |